# Frontin (personnage)
Pour les articles homonymes, voir Frontin (homonymie).
Frontin est un personnage de comédie et d’opéra-comique qui a pris naissance sur la scène française dans les dernières années du  XVIIe siècle.
Descendant un peu dégénéré des Scapin, des Mascarille, des Crispin et des Gros-René, un précurseur un peu pâle de Figaro, dont il n’a ni l’esprit sémillant ni la large envergure, c’est le valet du  XVIIIe siècle, rusé, malin, matois qui est devenu presque un personnage type. Il marque à sa manière la révolution en train de s’accomplir dans les idées et les mœurs. On le trouve mêlé à toutes les intrigues, qui jacasse sans cesse, fait la cour aux soubrettes, soigne autant qu’il le peut les affaires de son jeune maître sans pour cela négliger les siennes, et qui se fait remarquer par sa bonne humeur, son envie de bien vivre et son esprit un peu vulgaire, quoique parfois réel. Son trait distinctif n’est pas la fourberie, mais l’impudence, et, dans ses manœuvres au profit de son maître et au sien, il préfère l’audace à la ruse.
Son nom lui vient de ce qu’il a un front à l’épreuve de tout, aussi bien de la peur que de la honte. Il dirige son maître dans ses affaires comme dans ses plaisirs ; il est son intendant autant que son valet ; il reçoit les créanciers et, au besoin, les chasse, payant d’audace avec tout le monde. Il a tout juste ce qu’il faut de prudence pour éviter le bagne, en le méritant. « Si je montais derrière les carrosses ? lui fait dire une comédie, j’arriverais peut-être à monter dedans… sans attraper la roue. » Frontin se fait l’amant des soubrettes, mais sans faiblesse de cœur, et les met d’autorité dans l’intérêt de son maître. Ambitieux pour son compte, il sait se garer des catastrophes qui atteignent ses patrons, ou même il en profite. On voit comme il triomphe, dans Turcaret, de leur ruine : « Voilà le règne de Turcaret fini, le mien commence. »
On ne sait si c’est Dancourt qui a inventé ce personnage qu’on trouve, dès 1692, dans une de ses comédies, les Bourgeoises à la mode, et dans une autre, les Curieux de Compiègne, représentée en 1698, mais le personnage de Frontin a été mis sur la scène, en se développant dans le sens qui lui est propre, par Brueys, Regnard, Dufresny, Avisse dans la Gouvernante (1738), Néricault Destouches dans l’Irrésolu, (1713) et surtout par Lesage.
Marivaux l’employa ensuite, dans l’École des mères (1732), les Serments indiscrets (1732), l’Heureux Stratagème (1733), le Petit-Maître corrigé (1734), la Méprise (1734), les Sincères (1739), l’Épreuve (1740) ; puis ce fut Philippe Poisson dans l’Amour secret (1740), Saint-Foix dans le Sylphe (1743), Gresset dans le Méchant (1747), etc.
Frontin devint même le héros de certaines pièces, telles que les Ruses de Frontin, Frontin mari garçon, Frontin malade, et autres.
L’opéra-comique, en s’emparant de l’ancien Frontin de comédie, l’a un peu gâté en le vulgarisant peut-être plus que de raison. Joué avec le plus grand succès par Augé et Dugazon, le personnage de Frontin était, toutefois, déjà mal-en-point à l’avènement de la Révolution de 1830. Seul Eugène Labiche, semble-t-il, l'a remis en scène dans Le Roi des Frontins, un vaudeville en 2 actes de 1845 signé Labiche et Lefranc, où Frontin retrouve son caractère traditionnel de fourbe.

## Source
- Arthur Pougin, Dictionnaire historique et pittoresque du théâtre et des arts qui s’y rattachent, Paris, Firmin-Didot, 1885, p. 396-7.
- Gustave Vapereau, Dictionnaire universel des littératures, Paris, Hachette, 1876, p. 843.